# Catocala brunnea
Catocala brunnea är en fjärilsart som beskrevs av Barend J. Lempke 1966. Catocala brunnea ingår i släktet Catocala och familjen nattflyn. Inga underarter finns listade i Catalogue of Life.